# Ґілліан Джейкобс
Ґілліан Макларен Джейкобс (англ. Gillian MacLaren Jacobs, МФА: [/ˈɡɪliən/]; нар. 19 жовтня 1982) — американська акторка й кінорежисерка. Відома за телесеріалами «Спільнота» та «Любов».

## Біографія
Ґілліан Джейкобс народилася в Піттсбурзі, штат Пенсільванія. Після сім'я перебралася в передмістя — Маунт-Лебанон. Там навчалася в середній школі, яку закінчила у 2000 році. В юності брала участь у численних театральних постановках у Піттсбурзькому громадському театрі. Після переїхала в Нью-Йорк, де вступила в Джульярдську школу, щоб вивчати акторську майстерність.
Першу роль отримала у 2005 році, зігравши Кеті у фільмі «Дівочий будинок». Потім мала невеликі ролі в серіалах та фільмах, серед яких «Межа» та «Чорний дрізд». У 2008 році знялася відразу у двох фільмах — «Задуха» та «Нічні сади». В результаті була помічена і в 2009 році отримала головну роль в серіалі «Спільнота».

## Особисте життя
Джейкобс — тітотейлерка (непитуща). Вона зробила цей вибір у молодому віці, щоб ніколи не вживати алкоголь чи наркотики. Причиною цьому сиала наркозалежність її батька, і разом з прочитанням підліткового роману «Запитати Алісу» про 15-річну наркозалежну, вона вирішила не руйнувати своє життя таким же чином.

## Фільмографія

### Акторка
| Рік       |    | Українська назва                       | Оригінальна назва                         | Роль                                     |
| --------- | -- | -------------------------------------- | ----------------------------------------- | ---------------------------------------- |
| 2005      | ф  | Дівочий будинок                        | Building Girl                             | Кеті                                     |
| 2006      | с  | Книга Даниїла                          | The Book of Daniel                        | Адель Конгрів                            |
| 2007      | ф  | Чорний дрізд                           | Blackbird                                 | Фроггі                                   |
| 2007      | с  | Зниклий                                | Traveler                                  | Кімберлі                                 |
| 2008      | ф  | Задуха                                 | Choke                                     | Черрі Дайкірі (Бет)                      |
| 2008      | ф  | Нічні сади                             | Gardens of the Night                      | Леслі                                    |
| 2008      | с  | Межа                                   | Fringe                                    | Джоанна Остлер                           |
| 2009      | ф  | Посилка                                | The Box                                   | Дейна                                    |
| 2009      | ф  | Сексоголік                             | Solitary Man                              | Висока дівчина                           |
| 2009—2015 | с  | Спільнота                              | Community                                 | Брітта Перрі                             |
| 2009      | с  | Закон і порядок: Злочинний намір       | Law & Order: Criminal Intent              | Сью Сміт                                 |
| 2009      | с  | Пацієнт завжди правий                  | Royal Pains                               | Тесс Фрімолі                             |
| 2009      | с  | Гарна дружина                          | The Good Wife                             | Соня                                     |
| 2010      | ф  | Гелена з весілля                       | Helena from the Wedding                   | Гелена                                   |
| 2010      | ф  | Прізвисько                             | Nonames                                   | СіДжей                                   |
| 2010      | ф  | Тренер                                 | Coach                                     | Зої                                      |
| 2010      | мс | Команда Фаст-фуд                       | Aqua Teen Hunger Force                    | Дружина Карла                            |
| 2011      | ф  | Відпусти                               | Let Go                                    | Дарла Демінт                             |
| 2012      | ф  | Дивимося телевізор з червоним китайцем | Watching TV with the Red Chinese          | Сюзанна                                  |
| 2012      | ф  | Всіх порву!                            | Revenge for Jolly!                        | Тіна                                     |
| 2012      | ф  | Пригоди в Сін Бін                      | Adventures in the Sin Bin                 | Лорен                                    |
| 2012      | ф  | Шукаю друга на кінець світу            | Seeking a Friend for the End of the World | Кеті                                     |
| 2012      | мс | Робоцип                                | Robot Chicken                             | Різні голоси                             |
| 2012—2016 | с  | Комедійний бах! Бах!                   | Comedy Bang! Bang!                        | Постапокаліптична жінка (камео)          |
| 2013      | ф  | Неймовірний Берт Вандерстоун           | The Incredible Burt Wonderstone           | Міранда                                  |
| 2013      | кф | Це не ти, це я                         | It's Not You, It's Me                     | Мила                                     |
| 2013      | ф  | Майло                                  | Bad Milo!                                 | Сара                                     |
| 2013      | ф  | Велике запитання                       | The Big Ask                               | Емілі                                    |
| 2013      | ф  | Зроблено в Клівленді                   | Made in Cleveland                         | Марта                                    |
| 2013      | кф | Крушити                                | Crush                                     | Шіра                                     |
| 2013      | мс | Брати Вентура                          | The Venture Bros.                         | Марша Беквуд                             |
| 2013—2014 | мс | Монстри проти Прибульців               | Monsters vs. Aliens                       | Стаабі                                   |
| 2014      | ф  | Партнери по життю                      | Life Partners                             | Пейдж Кірнс                              |
| 2014      | ф  | Білявка в ефірі                        | Walk of Shame                             | Роуз                                     |
| 2014      | ф  | Зовнішня схожість                      | The Lookalike                             | Лейсі, Сейді                             |
| 2014      | ф  | Чорне чи біле                          | Black or White                            | Фей                                      |
| 2014      | с  | Найбільша подія в історії телебачення  | The Greatest Event in Television History  | Сонні                                    |
| 2014      | мс | Американський тато                     | American Dad!                             | Крісті                                   |
| 2014      | с  | Історії з ліжка Тіма та Еріка          | Tim & Eric's Bedtime Stories              | Молода пацієнтка                         |
| 2015      | с  | Дівчата                                | Girls                                     | Мімі-Роуз Говард                         |
| 2015      | мс | Час пригод                             | Adventure Time                            | М.А.Р.Г.Л.Е.С.                           |
| 2015      | мс | Хай живе королівська сім'я             | Long Live the Royals                      | Розалінд, інші голоси                    |
| 2015      | ф  | Машина часу в джакузі 2                | Hot Tub Time Machine 2                    | Джил                                     |
| 2015      | ф  | Не може бути, Джоуз                    | No Way Jose                               | Пенні                                    |
| 2015      | ф  | Видіння                                | Visions                                   | Сейді                                    |
| 2016      | ф  | Не думай двічі                         | Don't Think Twice                         | Саманта                                  |
| 2016      | ф  | Дін                                    | Dean                                      | Ніккі                                    |
| 2016      | ф  | Брат-Природа                           | Brother Nature                            | Гвен Тьорлі                              |
| 2016      | с  | Великі уми з Деном Гармоном            | Great Minds with Dan Harmon               | Ада Лавлейс                              |
| 2016—2018 | с  | Любов                                  | Love                                      | Міккі Доббс                              |
| 2017      | ф  | Лимон                                  | Lemon                                     | Трейсі                                   |
| 2017      | с  | Доктор Кен                             | Dr. Ken                                   | Ерін                                     |
| 2017      | мс | Звичайне шоу                           | Regular Show                              | Голос на Blu-ray                         |
| 2017      | с  | Властивості більйонів доларів          | Bajillion Dollar Propertie$               | Дженні Таннер                            |
| 2017      | мс | Ліга справедливості вперед             | Justice League Action                     | Роксі Рокет                              |
| 2017      | мс | Рік та Морті                           | Rick and Morty                            | Супернова                                |
| 2017      | мс | ГармонКвест                            | HarmonQuest                               | Чіп                                      |
| 2018      | ф  | Душа компанії                          | Life of the Party                         | Гелен                                    |
| 2018      | с  | Випадкові акти Флінів                  | Random Acts of Flyness                    | Камео                                    |
| 2018      | ф  | Ібіса                                  | Ibiza                                     | Гарпер                                   |
| 2019      | с  | Енджі Трайбека                         | Angie Tribeca                             | Беккі Баннкер                            |
| 2019      | с  | Дивне місто                            | Weird Cit                                 | Мулія                                    |
| 2019      | с  | Вдома з Емі Седаріс                    | At Home with Amy Sedaris                  | Ґілліан Джейкобс                         |
| 2009—2014 | с  | Спільнота                              | Community                                 | Брітта Перрі                             |
| 2020      | мс | Сутінкова зона                         | The Twilight Zone                         | Енні Мітчелл                             |
| 2020      | ф  | Колишні звички                         | I Used to Go Here                         | Кейт                                     |
| 2020      | ф  | Магічний табір                         | Magic Camp                                | Крістіна Дарквуд                         |
| 2020      | мс | Зоряний шлях: Нижні палуби             | Star Trek: Lower Decks                    | лейтенантка Барбара Брінсон              |
| 2020      | ф  |                                        | Come Play                                 | Сара                                     |
| 2021      | мс | Невразливий                            | Invincible                                | Саманта Ева Вілкінс / Атомна Ева (голос) |
| 2022      | ф  | Підрядник                              | The Contractor                            | Бріанна                                  |
| 2023      | с  | Ведмідь                                | The Bear                                  | Тіффані Джерімовік                       |

### Режисерка
| Рік  |     | Українська назва | Оригінальна назва | Роль                      |
| ---- | --- | ---------------- | ----------------- | ------------------------- |
| 2015 | док | Королева коду    | The Queen of Code | Режисерка короткометражки |
| 2018 | док | Куратор          | Curated           | Режисерка короткометражки |

## Нагороди та номінації
| Рік  | Нагорода                            | Категорія                                            | Номінація   | Результат |
| ---- | ----------------------------------- | ---------------------------------------------------- | ----------- | --------- |
| 2012 | «Телевізійна премія Вибір критиків» | Найкраща акторка другого плану в комедійному серіалі | «Спільнота» | Номінація |
| 2012 | «Премія TV Guide»                   | Улюблений ансамбль                                   | «Спільнота» | Перемога  |